# Batman - Punisher
Lake of Fire et Deadly Knights sont deux comics mettant en scène Batman, propriété de DC Comics et le Punisher, propriété de Marvel Comics. Il s'agit donc de deux crossovers le premier publié par DC, le second par Marvel. Lake of Fire est réalisé par Dennis O'Neil (scénario) et Barry Kitson (dessin) ; Deadly Knights est scénarisé par Chuck Dixon et dessiné par John Romita Jr.. En France ces deux comics ont été regroupés dans un album de bande dessinée intitulé Batman - Punisher  publié pour la première fois chez Semic.

## Synopsis
Lake of Fire (Lac de feu)

Jean-Paul Valley, alias Azrael, revêt la cape et le masque de Batman et fait équipe avec le Punisher pour combattre des ennemis communs.
Deadly Knights (Chevaliers mortels)

Cette fois, le Punisher fait équipe avec le vrai Batman.

## Personnages
- Batman/Jean-Paul Valley
- Batman/Bruce Wayne
- Le Punisher
- Le Joker
- Jigsaw

## Éditions
- DC Comics, 1994 : première publication de Batman/Punisher: Lake of Fire en anglais.
- Marvel, 1994 : première publication de Punisher/Batman: Deadly Knights en anglais.
- Semic, 1995 : première publication en français.